# ワイドショー・プラスα
『ワイドショー・プラスα』（ワイドショー・プラスアルファー）は、1972年1月10日から1982年12月まで朝日放送（ABCテレビ）ほかで平日の14:00 - 14:55（JST）に放送されていた主婦向けのワイドショーである。

## 概要
開始当初の放送時間は午後2時15分からの45分番組で、それから3か月後に午後2時開始となる。司会に乾浩明を迎え、主婦層に向けた情報なら何でも、夫婦や暮らしの問題、また視聴者層に密着した社会問題などを、取材映像、ゲストや専門家の解説などで展開。これをスタジオでわかりやすく、かつ親しみ易く解説した。
番組ではスタジオを開放し、また司会である乾が自由奔放に地の関西弁を使い、スタジオの舞台裏までも見せるざっくばらんな司会ぶりを発揮。また番組初期に脇を固めていた日下部吉彦（ABC解説委員）は、後に夕方のニュースワイド番組『たいむ6』のメインキャスターに就任した。
『べかこの自遊時間』最終回まで同時ネットを続けた地域は、広島県（中国放送→広島ホームテレビ）だった。
番組開始時は関西ローカルだったが、西日本各局にも順次ネットされた（1975年の腸捻転解消に伴い、TBS系列からNETテレビ→テレビ朝日系列へ変更）。なお、東日本エリアにおいても静岡県や長野県でネットされていた時期がある。各局の主なネット状況は下記の通り。
- 静岡けんみんテレビ（静岡県民放送、現：静岡朝日テレビ。『プラスα』途中までネット、その後テレビ朝日制作『女のひろば』→『こんにちは2時』ネットに変更[3]）
- 名古屋テレビ（時折朝日放送・名古屋テレビ共同制作で名古屋テレビのスタジオから放送することもあった。後継番組の『ビバ・レディー』を1988年3月31日までネット[4]、1年半後『こんにちは2時』ネットを開始。なお、腸捻転時代は名古屋テレビは『奥さん!2時です』をネット。CBCテレビ（当時：中部日本放送）は1974年9月までワイドショー番組を自社制作し、その後再放送枠に転換していたため『プラスα』をネットしていなかった）
- 山陽放送（現：RSK山陽放送）→瀬戸内海放送（『ビバ・レディー』を1987年3月31日までネット[5]、その後再放送枠に変更。なお、腸捻転解消後、岡山県では、1979年に岡山県と香川県の民放テレビ局の放送免許が相互乗り入れすることによる、瀬戸内海放送の岡山県への進出まで、岡山放送[注 1]での放送実績はなかった。それまで放送していたMBS・東京12チャンネル制作『奥さん!2時です』は岡山放送には移行したが1973年6月で打ち切り・瀬戸内海放送は放送せず）
- 中国放送（それまで放送していた東京12チャンネル制作『奥さん!2時です』は広島ホームテレビに移行できず打ち切り）[注 2]→広島ホームテレビ[注 3]
- RKB毎日放送→九州朝日放送（『ビバ・レディー』を1987年10月16日まで[6]、『晴れ時々たかじん』を1991年9月30日から[7]ネット。『ビバ・レディー』では、KBCの奥田智子アナウンサーが木曜日のアシスタントを務めた。RKBは本番組のKBC移行後の1976年10月に自社制作のワイドショー『2時の飛行船』を開始）

など西日本を中心にしたテレビ朝日系列局（1975年3月以前はTBS系列局）にネットされていた時期もあった他、1975年頃、長野放送（フジテレビ系列だが、1975年3月31日から1980年9月30日まではABCの番組もネットしていた）やテレビ長崎（当時日本テレビ・フジテレビ系列とのクロスネット局）にネットされていたことがあった。
なお毎年8月に全国高校野球選手権大会中継を放送する時は、上記ネット局へは裏送り措置がとられた。ただし、決勝戦当日は開催有無に関係なく休止（1日余分に休止した場合もあり）。
稲川淳二の怪談『生き人形』の人形が出演した事があり、実際『生き人形』の話の中でも話されている。

## 出演者
- 乾浩明（当時朝日放送アナウンサー）[2][8]
- 石井和子（元TBSアナウンサー）[2]
- 松本佳代子（当時フリーアナウンサー（グループエコー所属））
- 安藤孝子（元京都祇園甲部芸妓・孝千代） - 『11PM』（読売テレビ制作版）で藤本義一の初代アシスタントを務めた。
- 岡本隆子（笑福亭仁鶴夫人・当時タレント。アシスタント）[2]
- 日下部吉彦（当時朝日放送報道局解説委員）
- 西野義和（当時朝日放送アナウンサー。番組後期からサブ司会として出演し、後継番組「バラエティワイド こんな時α」ではメイン司会を務めた。）
- 松倉一義（当時朝日放送アナウンサー。「ニュース豆知識」のコーナーを担当）
- 林家小染（4代目）・程一彦（ともに、月曜レギュラー。「程一彦の美味珍味」のコーナーを担当。）
- 笑福亭鶴瓶（水曜レギュラー。「つるべのミュージック・イン」のコーナーを担当。）
- 横山やすし・横矢勲（当時藤本（現ピップ）会長）（ともに、金曜レギュラー。「横山やすしの会長どうぞ」のコーナーを担当。）
- テーマソング作曲・山下毅雄[注 4]（口笛も　女性コーラスのスキャット）